# Acido γ-linolenico
L'acido γ-linolenico (GLA) è un acido grasso che si trova principalmente negli oli vegetali. È venduto come integratore alimentare per il trattamento di problemi quali infiammazioni e malattie autoimmuni, anche se la sua efficacia è controversa.

## Chimica
L'acido γ-linolenico è classificato come un acido grasso n-6 (chiamato anche ω-6 o 18:3), il che significa che il primo doppio legame a partire dall'ultimo gruppo metile (designato con n o ω) si trova sul sesto legame. L'acido γ-linolenico è un acido carbossilico con una catena di 18 carboni e tre doppi legami cis. Si tratta di un isomero dell'acido α-linolenico, che è un acido grasso polinsaturo omega-3 che si trova in semi di colza, semi di soia, noci, semi di lino, e di semi di canapa.

## Storia
L'acido γ-linolenico è stato isolato per la prima volta dall'olio di semi di enotera. Questa pianta erbacea veniva coltivata dai nativi americani per il trattamento di gonfiori sul corpo. Nel XVII secolo fu introdotta in Europa e diventatò un diffuso rimedio popolare. Nel 1919 Heiduschka e Lüft estrassero l'olio di semi di enotera e lo descrissero come un acido linolenico insolito, cui diedero il nome γ. Successivamente l'esatta struttura chimica è stata caratterizzata da Riley. Sebbene esistano le forme α e γ di acido linolenico, non esiste in natura alcuna forma β.

## Fonti alimentari
L'acido γ-linolenico si può trovare negli oli vegetali come l'olio di borragine (≥ 20%), enotera (≥ 13%), olio di semi di ribes nero (≥ 11%) e olio di semi di canapa (≥ 2%). Si trova anche in semi commestibili di canapa, avena, orzo, nonché nella spirulina. Il corpo umano produce l'acido γ-linolenico dall'acido linoleico (LA). Questa reazione è catalizzata dall'enzima Δ6-desaturasi (D6D), un enzima che favorisce la formazione di un doppio legame sul sesto carbonio a partire dal terminale carbossilico. L'acido linolenico viene introdotto a sufficienza nella maggior parte delle diete grazie a fonti abbondanti come oli da cucina e carni. Tuttavia, la mancanza di GLA può verificarsi quando vi è una riduzione dell'efficienza della conversione D6D (per esempio, con l'avanzare dell'età o quando vi sono specifiche carenze alimentari) o in stati di malattia in cui vi è un consumo aumentato dei metaboliti dell'acido γ-linolenico.

## Fonti di eicosanoidi
Dall'acido γ-linolenico il corpo forma l'acido diomo-γ-linolenico (DGLA). Il DGLA è una delle tre fonti di eicosanoidi del metabolismo, insieme all'acido arachidonico (AA) e all'acido eicosapentaenoico (EPA). Il DGLA è il precursore della prostaglandina H1 (PGH1), che a sua volta forma la prostaglandina E1 (PGE1) e il trombossano A1 (TXA1). Sia la PGE1 che il TXA1 hanno un'azione anti-infiammatoria; inoltre, il TXA1, a differenza della sua variante A2, induce la vasodilatazione e inibisce l'attività piastrinica. Di conseguenza, TXA1 riduce le azioni pro-infiammatorie del trombossano TXA2. La PGE1 ha un ruolo nella regolazione della funzione del sistema immunitario. Sebbene l'acido γ-linolenico sia un acido grasso n-6, un tipo di acido che ha in genere proprietà pro-infiammatorie, ha proprietà anti-infiammatorie.